# Harkiové

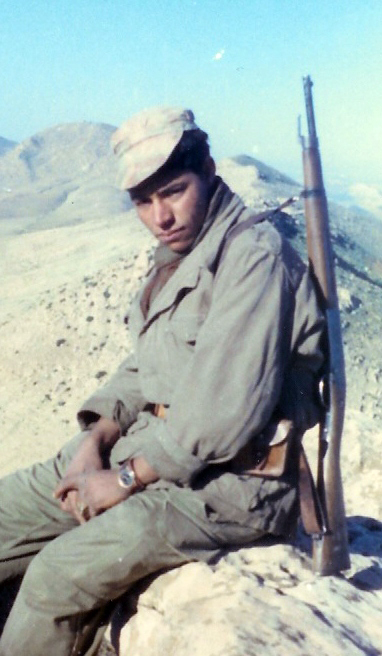
Mladý Harkia, Alžírsko cca 1961.

Harkiové (slovo odvozeno z arabského slova haraka حركة) jsou nazýváni muslimové a pokrevní Alžířané, kteří sloužili ve francouzské armádě během alžírské války v letech 1954 až 1962. Během války byli častým cílem vraždění pro muslimské revolucionáře z FLN bojující za nezávislost na Francii. Klidu se nedočkali ani po válce, kdy se do čela vlády dostala strana FLN Ahmeda Ben Belly a podle odhadů nechala zabít až 150 000 těchto harkiů. Po skončení války proto došlo k exodu nejen půl milionu harkiů, ale i milionu tzv. pieds-noirs (Francouzů, kteří žili po generace v Alžírsku).
Harkiové a jejich potomci dnes tvoří komunitu asi 400 000 osob žijících zejména na jihu Francie.
V září 2021 Emmanuel Macron, prezident Francie „žádá odpuštění“ harkisů a vyhlašuje zákon „uznání a reparace“.